# Татауровское сельское поселение (Кировская область)
Татауровское сельское поселение — муниципальное образование в составе Нолинского района Кировской области России. 
Центр — село Татаурово.

## История
Татауровское сельское поселение образовано 1 января 2006 года согласно Закону Кировской области от 07.12.2004 № 284-ЗО.

## Население
| 2010 | 2012 | 2013 | 2014 | 2015 | 2016 | 2017 |
| ---- | ---- | ---- | ---- | ---- | ---- | ---- |
| 732  | ↘707 | ↘687 | ↘663 | ↘640 | ↘618 | ↘582 |
| 2018 | 2019 | 2020 | 2021 |      |      |      |
| ↘556 | ↘519 | ↘476 | ↘418 |      |      |      |

898 человек

## Состав
В поселение входят 11 населённых пунктов (население, 2010):
- село Татаурово — 595 чел.;
- деревня Подоморята — 2 чел.;
- деревня Полом — 4 чел.;
- деревня Селюнинцы — 17 чел.;
- деревня Симахино — 100 чел.;
- деревня Тимки — 14 чел.